# In het spoor van Sherlock Holmes
 In het spoor van Sherlock Holmes  is een verhaal uit de Belgische stripreeks Piet Pienter en Bert Bibber van Pom.
Het verhaal verscheen voor het eerst in Gazet Van Antwerpen van 15 april 1955 tot 9 september 1955 en als nummer 1 in de reeks bij De Vlijt.

## Personages
- Piet Pienter
- Bert Bibber
- Susan
- Truellman J.J.J.
- Mijnheer Dupeur
- Balthazar
- Detective Argus
- Vanderplasregenbui
- De geheimzinnige bolhoed

## Synopsis
Bert Bibber heeft ontdekt dat zijn voormalige baas een zwendelaar is in cocaïne. Met de hulp van Piet Pienter en Susan probeert hij het brein achter deze organisatie te ontmaskeren.

## Verwijzingen
In elk album verwijst Pom naar zaken uit de realiteit (soms lichtjes aangepast), waarvan hier een lijst volgt voor dit album.

### Personen
- Amerikaanse actrice Irene Dunne
- Nederlands voetballer Abe Lenstra
- Nederlands zanger Kees Pruis
- Belgisch wielrenner Briek Schotte
- Belgisch voetballer Henri Meert
- Belgisch biljarter René Vingerhoedt
- Nederlands zanger Lou Bandy
- Belgisch voetballer Léopold Anoul
- Belgisch atleet Gaston Reiff
- Nederlands voetballer Rinus Terlouw
- Belgisch voetballer Jef Mermans
- Tsjecho-Slowaaks atleet Emil Zátopek
- Egyptisch farao Toetanchamon
- Nederlands dichter Joost van den Vondel

### Overige
- De nummerplaat van de auto op de cover is 18-7-49, dit (18 juli 1949) is de geboortedatum van zijn eerste dochter Rose-Marie. Ook het schip van Susan heet Rosemary.
- De villa op de cover heet Villa Pad'krot, verwijzend naar "pas de krot", het is dus allesbehalve armoedig.
- De locatie Pulderwezel is een samentrekking van Pulderbos en 's-Gravenwezel. Slijkdorp daarentegen is de bijnaam van Berchem.
- De auto "Kust'm-line" verwijst naar de Ford Customline.

## Albumversies
In het spoor van Sherlock Holmes verscheen in 1955 als album 1 bij uitgeverij De Vlijt. In 1995 gaf uitgeverij De Standaard het album opnieuw uit. En in 2017 gaf uitgeverij 't Mannekesblad het album opnieuw uit met een nieuwe cover.